# لاري كوكس
لاري كوكس (بالإنجليزية: Larry Cox)‏ هو ناشط حقوق الإنسان أمريكي، ولد في 1945 في ليكوود في الولايات المتحدة.